# خان الباشا

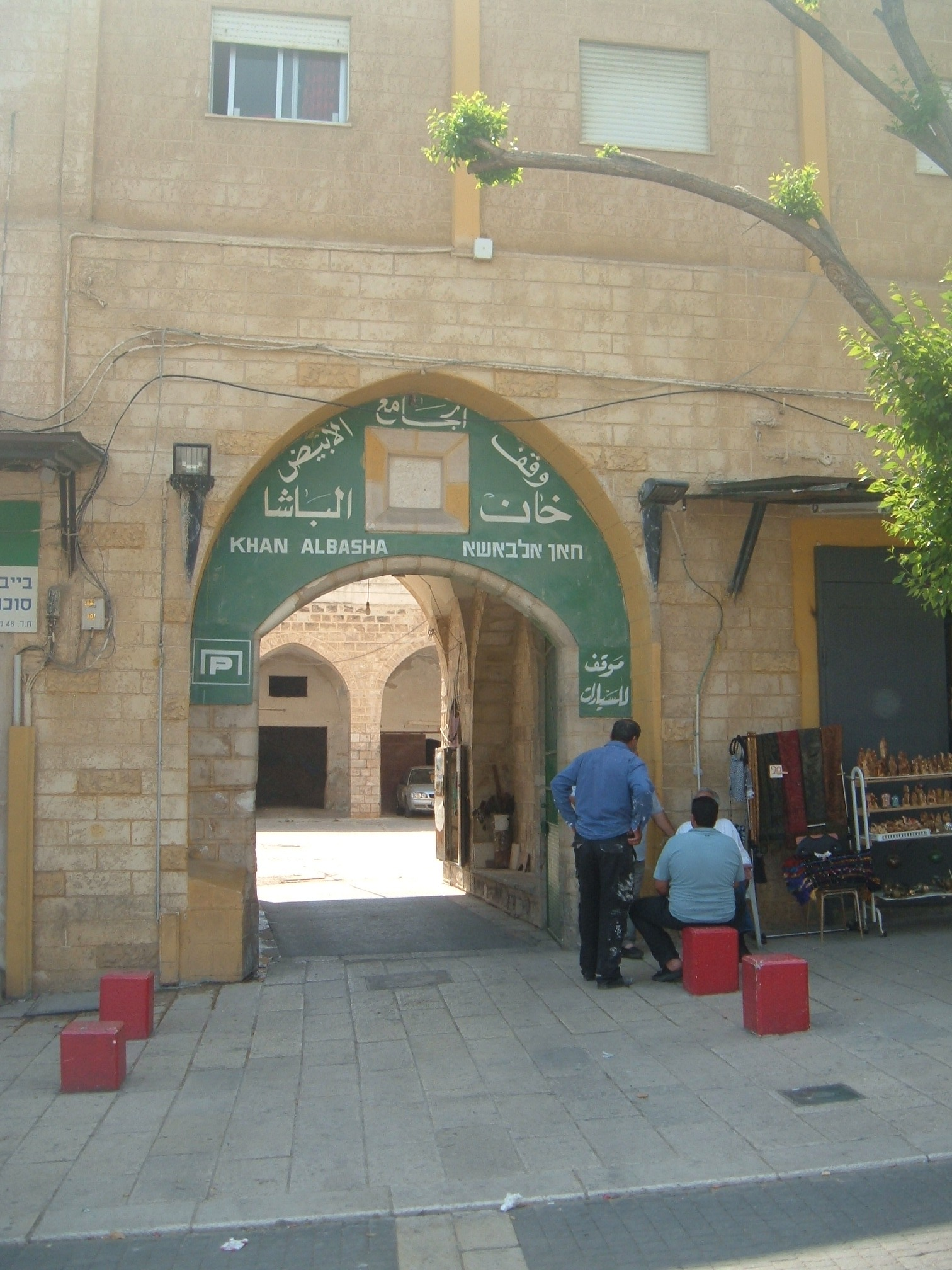
مدخل خان الباشا، عام 2009.

خان الباشا (بالعبرية: ח'אן אל-באשה) هو أحد أقدم خانات الناصرة، وهو جزء من أملاك الأوقاف التابعة للجامع الأبيض. يقع الخان مقابل كنيسة البشارة قرب السوق القديم. ويتكون من ساحة كبيرة محاطة بغرف على هيئة عقد من ثلاث واجهات، وأما الواجهة الرابعة فهي على شكل دهليز مقوس. في أوائل القرن الثامن عشر زار عبد الله باشا والي سنجق صيدا مدينة الناصرة فأمر بترميم الخان. كان خان الباشا المحطة الأولى للمسافرين والتجار المارين من الناصرة، لذلك كان مكانًا لنقل الأخبار والأنباء، وكان أيضًا مركزًا تجاريًا هامًا. وعلى غرار الخانات الأخرى في المنطقة، بدأت أهميته في الانحسار مع حلول معالم الحياة العصرية الحديثة والتغيير في وسائل النقل، حيث يُستعمل اليوم موقفًا للسيارات والطابق العلوي لتأجير المكاتب.